# Helene Höhnk
Helene Höhnk (* 3. Februar 1859 im Sophienkoog bei Marne; † 27. März 1944) war eine deutsche Heimatforscherin.

## Leben
Helene Höhnk war die Tochter eines wohlhabenden Hofbesitzers in Dithmarschen. Sie war das älteste von insgesamt sieben Kindern. Als Schülerin erlebte sie die Inkorporierung Schleswig-Holsteins in den Norddeutschen Bund 1866 und den Deutsch-Französischen Krieg 1870/71. Nach dem Tod des Vaters 1875 wurde ihr Wunsch, Lehrerin zu werden, von ihren Vormündern abgelehnt. Stattdessen erhielt sie eine hauswirtschaftliche Ausbildung auf verschiedenen Höfen und Gütern in Schleswig-Holstein. Ab 1881 unternahm sie eine große Bildungsreise, die sie bis nach London und Genf führte. 1888 nahm Höhnk an einem Hebammenkurs teil, außerdem ließ sie sich im Bibliotheks- und Archivwesen ausbilden. Bis Anfang der 1930er Jahre arbeitete sie in verschiedenen Archiven in Schleswig-Holstein und publizierte zu pädagogischen Themen und zur schleswig-holsteinischen bzw. dithmarscher Familiengeschichte. 1911 erlitt sie einen Schlaganfall, der sie halbseitig lähmte. Nach dem Schlaganfall begann Helene Höhnk mit der Niederschrift ihrer bis heute unveröffentlichten „Lebenserinnerungen“.
Höhnk war einerseits überzeugte Monarchistin, lehnte die Weimarer Republik ab und begrüßte zunächst den Nationalsozialismus. In ihren „Lebenserinnerungen“ übte sie jedoch auch Kritik an der nationalsozialistischen Herrschaft, insbesondere an der Rolle der Frau und an der Gleichschaltung der Vereine. Höhnk sah sich selbst als Teil der bürgerlichen Frauenbewegung und war Mitglied im Deutschen Frauenverein Reform. Zu mehreren Vertreterinnen der Frauenbewegung hatte sie engeren Kontakt, so zum Beispiel zu Marie Stritt, Anita Augspurg und Natalie von Milde. 1890 nahm sie auch an der Gründungsversammlung des Allgemeinen Deutschen Lehrerinnenvereins (ADF) teil, bei der sie Helene Lange kennenlernte, mit der sie eine jahrelange Brieffreundschaft verband.
1919 gründete Helene Hönk als überzeugte Antidemokratin einen eigenen Wahlverein der Frauen in Oldesloe, die Deutschnationale Frauenpartei. Sie sympathisierte darüber hinaus mit dem Bund Königin Luise. In ihren „Lebenserinnerungen“ zeigte sie völkisch-nationalistische und rassistische Einstellungen.

## Veröffentlichungen
- Schul- und Festspiele. In: Die Lehrerin in Schule und Haus. Bd. 8 (1891), Heft 16, S. 492–495 (Digitalisat).
- Empfehlenswerte Jugendlektüre. In: Die Lehrerin in Schule und Haus. Bd. 9 (1892), Heft 5, S. 146f. (Digitalisat).
- Augusta Möder (Tod). In: Die Lehrerin in Schule und Haus. Bd. 14 (1897), Heft 6, S. 220–222 (Digitalisat).
- Etwas über das Volksschulwesen in Ostfriesland. In: Deutsche Schulzeitung (1899), S. 296.
- Die Fahrt nach der silbernen Kette. In: Die Heimat. Monatsschrift des Vereins zur Pflege der Natur- und Landeskunde in Schleswig-Holstein, Hamburg und Lübeck. Bd. 11 (1901), Heft 1, Januar 1901, S. 8–10 (Digitalisat).
- Detlev von Ahlefeldts Gesandtschaftsjournal vom Jahre 1666. In: Zeitschrift der Gesellschaft für Schleswig-Holsteinische Geschichte. Bd. 36 (1906), S. 70–169 (Digitalisat).
- Kinderreime. In: W. Rein (Hrsg.): Encyklopädisches Handbuch der Pädagogik. Bd. 4: Handelsschulen–Klassenoberster. Beyer, Langensalza 1906, S. 915–917 (Digitalisat).
- Kriegsdrangsale des Jahres 1814. In: Die Heimat. Monatsschrift des Vereins zur Pflege der Natur- und Landeskunde in Schleswig-Holstein, Hamburg und Lübeck. Bd. 16 (1906), Heft 1, Januar 1906, S. 13–16 (Digitalisat), Heft 2, Februar 1906, S. 46–50 (Digitalisat).
- Rätsel. In: W. Rein (Hrsg.): Encyklopädisches Handbuch der Pädagogik. Bd. 7: Prinzenerziehung–Schulberichte, Beyer, Langensalza 1908, S. 205–207 (Digitalisat).
- Schulkomödien. In: W. Rein: Encyklopädisches Handbuch der Pädagogik. Bd. 8: Schulbesuch usw.–Stoy, Karl Volkmar. Beyer, Langensalza 1908, S. 204–215 (Digitalisat).
- Wimpfeling, Wympfeling oder Wimpheling. In: W. Rein: Encyklopädisches Handbuch der Pädagogik. Bd. 10: Wagehalsig–Zwingli, Huldreich: Nachträge. Beyer, Langensalza 1910, S. 232–235 (Digitalisat).
- Stammtafel der Familie Ufen: nach den Kirchenbüchern zu Essen, Nesse u. Dornum in Ostfriesland, den Kirchenbüchern zu Kronprinzenkoog, Meldorf und Wöhren in Dithmarschen. Wandsbek 1902.
- Detlev von Ahlefeldts Gesandtschaftsjournal vom Jahre 1666. In: Zeitschrift der Gesellschaft für Schleswig-Holsteinische Geschichte. Bd. 36 (1906), S. 79–169, Register S. 161–168, Inhalts-Verzeichnis S. 168–169.
- Stammbaum der Familie Schoof in Dithmarschen. Pfingsten, Itzehoe 1909.
- Stammtafel der Familie Feil. Augustin, Glückstadt 1910.
- Nachrichten von den Vorfahren und der Familie des russischen Admirals Peter von Sievers. In: Zeitschrift der Gesellschaft für Schleswig-Holsteinische Geschichte. Bd. 43 (1913), S. 256–352.
- Heinrich Rantzau: Geschichte des Dithmarscher Krieges. Frei aus dem Lateinischen übertragen. Heider Anzeiger, Heide 1914.
- Bericht über die nunmehr vollendete Ordnung des Landschaftlichen Archivs zu Heide. Heider Anzeiger, Heide 1914.
- Stammtafel der Familie Sieverts. Selbstverlag, Marne 1914.
- Geschichte der Familie Claus Starck Voss im Kirchspiel Wesselburen. Heide 1917.
- Familie Ehrentraut. Havighorst 1917.
- Stammtafel der Familie Löy in Norder-Dithmarschen. 1922
- Ein Hamburger Rechtsstreit. In: Mitteilungen des Vereins für Hamburgische Geschichte. Bd. 41 (1923/25), Heft 6 (Mai), S. 180–182.
- Stammtafel der Familie Ibs in Kannemoor. Selbstverlag, Marne 1926.
- Bericht über die nunmehr vollendete Ordnung des Landschaftlichen Archivs zu Heide. Heider Anzeiger, Heide ca. 1927.